# Sergej Martynov (sportskytt)
Sergej Martynov, född 18 maj 1968 i Moskva, är en belarusisk sportskytt.
Han tävlade i olympiska spelen 1988, 1996, 2000, 2004, 2008 samt 2012 och blev olympisk guldmedaljör i gevär vid sommarspelen 2012 i London.